# Dysdera helenae
Dysdera helenae là một loài nhện trong họ Dysderidae.
Loài này thuộc chi Dysdera. Dysdera helenae được miêu tả năm 1996 bởi Ferrández.